# Bogusław Pfeiffer
Bogusław Pfeiffer (ur. 12 maja 1960 r., zm. 20 września 2010 r.) – polski filolog polski, literaturoznawca, badacz literatury XVI–XVIII w.

## Życiorys
Urodzony 12 maja 1960 r. W 1985 r. ukończył studia polonistyczne na Uniwersytecie Wrocławskim i następne pięć lat pracował jako bibliotekarz w Dziale Starych Druków Biblioteki Ossolineum, po czym w 1991 r. zatrudnił się w Zakładzie Literatury Dawnej Instytutu Filologii Polskiej na Uniwersytecie Wrocławskim. W 1994 r. doktoryzował się na Uniwersytecie Wrocławskim. Od 1999 r. pracował na Uniwersytecie Zielonogórskim. Pod koniec lat 1990. podjął równolegle pracę w Kolegium Karkonoskim. W 2004 r. habilitował się na Uniwersytecie Śląskim w Katowicach, a rok podjął przeniósł się na Akademię im. Jana Długosza w Częstochowie.
Zmarł 20 września 2010 r., pochowany na cmentarzu na Psim Polu we Wrocławiu. 